# Gran Premio d'Olanda 1967
Il Gran Premio d'Olanda 1967 fu una gara di Formula 1, disputatasi il 4 giugno 1967 sul Circuito di Zandvoort. Fu la terza prova del mondiale 1967 e segnò il debutto della nuova Lotus 49 e del suo motore Ford Cosworth DFV V8 3 litri.

## Qualifiche
| Pos | No | Pilota              | Costruttore     | Scuderia                    | Tempo   | Distacco |
| --- | -- | ------------------- | --------------- | --------------------------- | ------- | -------- |
| 1   | 6  | Graham Hill         | Lotus-Ford      | Team Lotus                  | 1:24.60 | -        |
| 2   | 15 | Dan Gurney          | Eagle-Weslake   | Anglo American Racers       | 1:25.10 | +0.50    |
| 3   | 1  | Jack Brabham        | Brabham-Repco   | Brabham Racing Organisation | 1:25.60 | +1.00    |
| 4   | 12 | Jochen Rindt        | Cooper-Maserati | Cooper Car Company          | 1:26.50 | +1.90    |
| 5   | 14 | Pedro Rodríguez     | Cooper-Maserati | Cooper Car Company          | 1:26.58 | +1.98    |
| 6   | 7  | John Surtees        | Honda           | Honda Racing                | 1:26.65 | +2.05    |
| 7   | 2  | Denny Hulme         | Brabham-Repco   | Brabham Racing Organisation | 1:26.65 | +2.05    |
| 8   | 5  | Jim Clark           | Lotus-Ford      | Team Lotus                  | 1:26.80 | +2.20    |
| 9   | 3  | Chris Amon          | Ferrari         | Scuderia Ferrari SpA SEFAC  | 1:26.90 | +2.30    |
| 10  | 4  | Mike Parkes         | Ferrari         | Scuderia Ferrari SpA SEFAC  | 1:27.00 | +2.40    |
| 11  | 9  | Jackie Stewart      | BRM             | Owen Racing Organisation    | 1:27.20 | +2.60    |
| 12  | 10 | Mike Spence         | BRM             | Owen Racing Organisation    | 1:27.40 | +2.80    |
| 13  | 18 | Chris Irwin         | Lotus-BRM       | Reg Parnell Racing          | 1:27.50 | +2.90    |
| 14  | 17 | Bruce McLaren       | McLaren-BRM     | Bruce McLaren Motor Racing  | 1:27.70 | +3.10    |
| 15  | 22 | Ludovico Scarfiotti | Ferrari         | Scuderia Ferrari SpA SEFAC  | 1:27.90 | +3.30    |
| 16  | 20 | Jo Siffert          | Cooper-Maserati | Jack Durlacher Racing Team  | 1:28.80 | +4.20    |
| 17  | 21 | Bob Anderson        | Brabham-Climax  | DW Racing Entreprises       | 1:29.00 | +4.40    |

## Gara

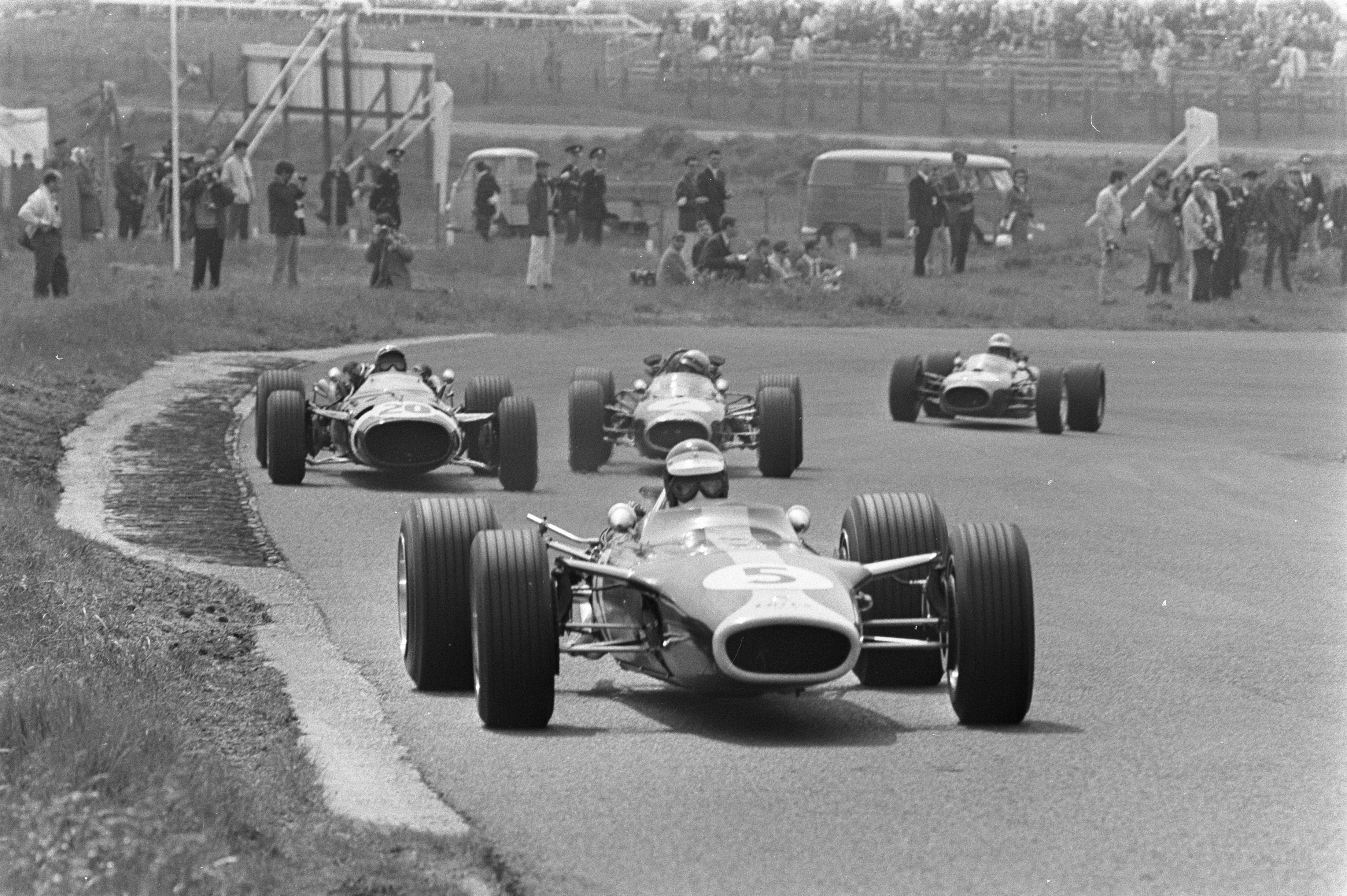
Jim Clark, Jo Siffert, Jack Brabham e Jackie Stewart durante la gara

La presenza in pista di un commissario di gara al momento della partenza impedì a Hulme di scattare ben al via, permettendo a Hill di prendere il comando davanti a Brabham e Gurney. Alla fine del primo giro aveva già due secondi di vantaggio su Brabham, Rindt, risalito al terzo posto, e Gurney in quarta.
A causa di alcune noie al motore e di una fermata ai box con conseguente perdita di tempo, Gurney finì fuori dal gruppo di testa. Nel frattempo, Clark aveva superato la Ferrari di Chris Amon sotto la pressione di Hulme.
Brabham prese il comando della gara all'undicesimo giro, dopo che la Lotus di Hill era improvvisamente diventata lenta e alla fine era stata ritirata. Clark sorpassò Rindt al quindicesimo giro, per poi prendere la testa al giro successivo e non cedere più il comando fino al traguardo. Il GP vide la vittoria di Jim Clark su Lotus-Ford, seguito dal campione del mondo in carica Jack Brabham e dall'allora capoclassifica del mondiale Denny Hulme, entrambi su Brabham-Repco.
| Pos | No | Pilota              | Costruttore     | Giri | Tempo/Ritiro | Griglia | Punti |
| --- | -- | ------------------- | --------------- | ---- | ------------ | ------- | ----- |
| 1   | 5  | Jim Clark           | Lotus-Ford      | 90   | 2:14:45.1    | 8       | 9     |
| 2   | 1  | Jack Brabham        | Brabham-Repco   | 90   | + 23.6       | 3       | 6     |
| 3   | 2  | Denny Hulme         | Brabham-Repco   | 90   | + 25.7       | 7       | 4     |
| 4   | 3  | Chris Amon          | Ferrari         | 90   | + 27.3       | 9       | 3     |
| 5   | 4  | Mike Parkes         | Ferrari         | 89   | + 1 giro     | 10      | 2     |
| 6   | 22 | Ludovico Scarfiotti | Ferrari         | 89   | + 1 giro     | 15      | 1     |
| 7   | 18 | Chris Irwin         | Lotus-BRM       | 88   | + 2 giri     | 13      |       |
| 8   | 10 | Mike Spence         | BRM             | 87   | + 3 giri     | 12      |       |
| 9   | 21 | Bob Anderson        | Brabham-Climax  | 86   | + 4 giri     | 17      |       |
| 10  | 20 | Jo Siffert          | Cooper-Maserati | 83   | + 7 giri     | 16      |       |
| Rit | 7  | John Surtees        | Honda           | 73   | Acceleratore | 6       |       |
| Rit | 9  | Jackie Stewart      | BRM             | 51   | Freni        | 11      |       |
| Rit | 12 | Jochen Rindt        | Cooper-Maserati | 41   | Sospensione  | 4       |       |
| Rit | 14 | Pedro Rodríguez     | Cooper-Maserati | 39   | Cambio       | 5       |       |
| Rit | 6  | Graham Hill         | Lotus-Ford      | 11   | Motore       | 1       |       |
| Rit | 15 | Dan Gurney          | Eagle-Weslake   | 8    | Iniezione    | 2       |       |
| Rit | 17 | Bruce McLaren       | McLaren-BRM     | 1    | Incidente    | 14      |       |

## Statistiche

### Piloti
- 21ª vittoria per Jim Clark
- 20° podio per Jack Brabham

### Costruttori
- 26° vittoria per la Lotus

### Motori
- 1ª pole position, 1º giro più veloce, 1° podio e 1ª vittoria per il motore Ford Cosworth

### Giri al comando
- Graham Hill (1-10)
- Jack Brabham (11-15)
- Jim Clark (16-90)

## Classifiche mondiali

### Piloti
| Pos | Pilota              | Punti |
| --- | ------------------- | ----- |
| 1   | Denny Hulme         | 16    |
| 2   | Pedro Rodríguez     | 11    |
| 3   | Jim Clark           | 9     |
| 4   | Jack Brabham        | 7     |
|     | Chris Amon          | 7     |
| 6   | John Love           | 6     |
|     | Graham Hill         | 6     |
| 8   | John Surtees        | 4     |
| 9   | Bruce McLaren       | 3     |
| 10  | Bob Anderson        | 2     |
|     | Mike Parkes         | 2     |
| 12  | Ludovico Scarfiotti | 1     |
|     | Mike Spence         | 1     |

### Costruttori
| Pos | Costruttore     | Punti |
| --- | --------------- | ----- |
| 1   | Brabham-Repco   | 18    |
| 2   | Cooper-Maserati | 11    |
| 3   | Lotus-Ford      | 9     |
| 4   | Ferrari         | 7     |
| 5   | Cooper-Climax   | 6     |
|     | Lotus-BRM       | 6     |
| 7   | Honda           | 4     |
| 8   | McLaren-BRM     | 3     |
| 9   | Brabham-Climax  | 2     |
| 10  | BRM             | 1     |